# Club Deportivo Ñublense
Maillots
Actualités
Le Club Deportivo Ñublense est un club de football chilien basé à Chillán, dans la région de Ñuble
Il évolue actuellement en première division.

## Histoire
Le Deportivo Ñublense est fondé le 20 août 1916 à Chillán. Le club a fait quelques apparitions en première division chilienne, après plusieurs années dans les divisions régionales, il se professionnalise au début des années 60 quand il est promu en deuxième division. En 1976, le club termine à la première place et monte pour la première fois en première division.
Lors de la première saison dans l'élite, le Deportivo Ñublense assure le maintien, la saison suivante le club doit passer par les barrages pour se maintenir, mais en 1979 après trois années en première division, il revient en deuxième division. En 1980, le club est directement promu en première division mais fera le chemin inverse dès la fin de la saison.
Le club connaîtra la troisième division, puis passera plusieurs années à faire des allers retours entre la Primera B et la Tercera Division.
En 2007, le Deportivo Ñublense revient en première division, et pour son retour termine à la 7e place, qui est la meilleure place acquise par le club. En 2008, le club est qualifié pour la Copa Sudamericana mais il ne passera pas le premier tour.
Le club fera un aller retour en deuxième division en 2012, puis en 2016 et retrouve la première division en 2021.

## Palmarès
- Championnat du Chili de deuxième division (3) :
  - Champion : 1971[Note 1], 1976, 2020

### Note
1. ↑  Championnat d'ouverture.